# Evangelische Kirche Alsbach

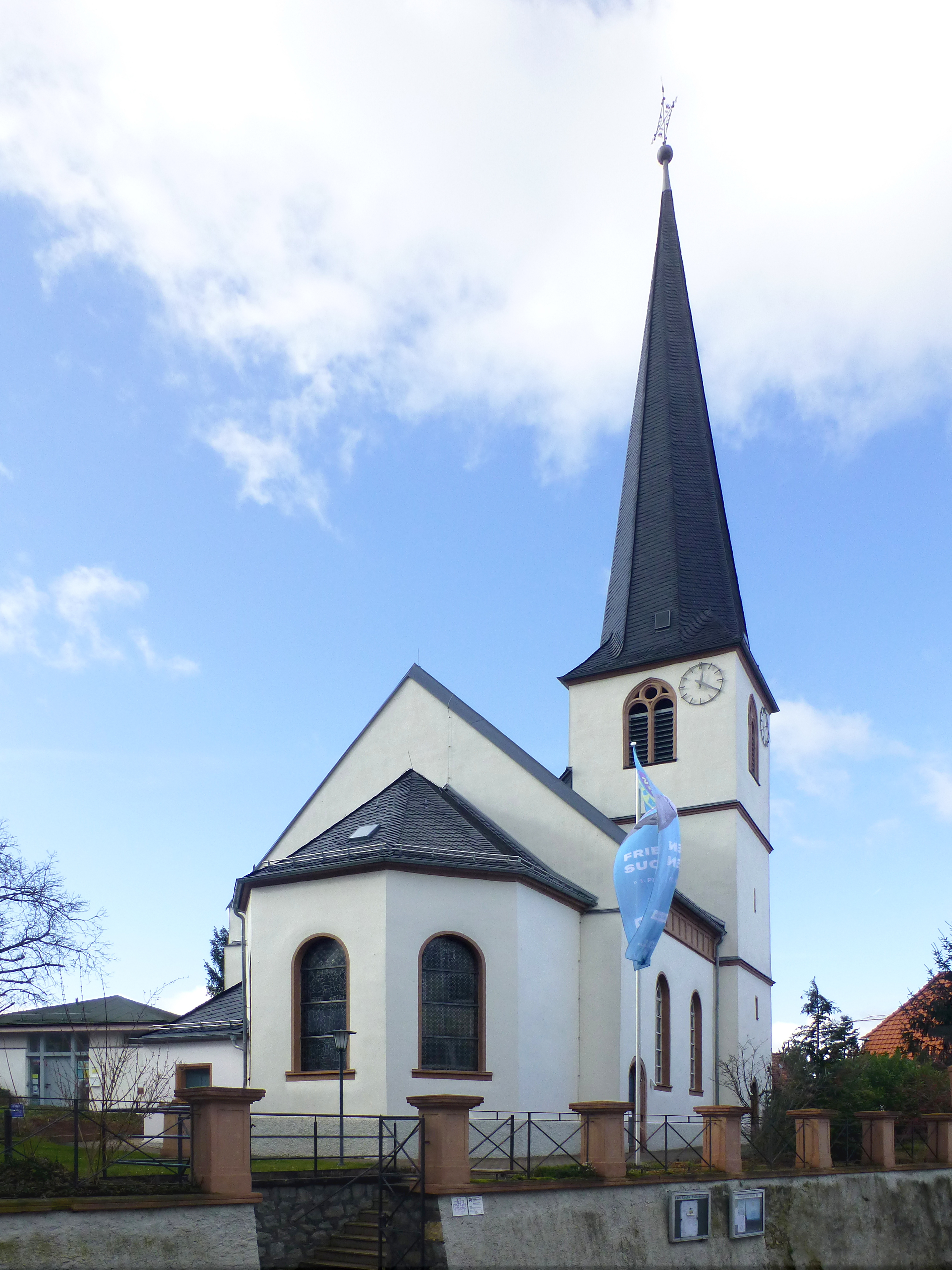
Evangelische Kirche Alsbach

Die Evangelische Kirche Alsbach ist ein denkmalgeschütztes Kirchengebäude, das in Alsbach steht, einem Ortsteil der Gemeinde Alsbach-Hähnlein im Landkreis Darmstadt-Dieburg (Hessen). Die Kirche gehört zur Kirchengemeinde Alsbach im Dekanat Bergstraße in der Propstei Starkenburg der Evangelischen Kirche in Hessen und Nassau. 

## Beschreibung
Spätestens seit dem 12. Jahrhundert ist eine Kapelle an diesem Ort bezeugt, die sich dort stand, wo sich heute der Chor befindet. Sie wurde um 1466 zum kreuzrippengewölbten Chor mit 5/8-Schluss erweitert. Ihm wurde 1571 zunächst ein breiteres Kirchenschiff asymmetrisch angefügt, das 1604/05 zu den heutigen Maßen ausgebaut wurde. Der Kirchturm an der Nordwestecke des Kirchenschiffs besteht baugeschichtlich aus zwei Teilen. Seine beiden unteren Geschosse gehörten bereits zu einer Wehrkirche. 1801 wurden sie auf den alten Fundamenten wiederaufgebaut und um ein Geschoss aufgestockt, das die Turmuhr und hinter den Klangarkaden den Glockenstuhl mit drei Kirchenglocken aufnimmt. Lange Jahre hing nur die 1511 gegossene Glocke im Turm. Erst in den 1950er Jahren wurden zwei weitere Glocken ergänzt, nachdem der Glockenstuhl erneuert worden war. Bedeckt ist der Turm mit einem achtseitigen, schiefergedeckten spitzen Helm. 
Die Emporen wurden erneuert. Auf der Brüstung der Empore im Süden befinden sich noch vier Bilder von 1628. Sie zeigen unter anderem die Grablegung Christi und die Auferstehung. Das Chorgestühl ist aus dem 17. Jahrhundert. Zur weiteren Kirchenausstattung gehören ein Taufbecken von 1614 und die Kanzel von 1774. 
Bereits 1680 gab es in der Kirche eine Orgel auf einer Empore im Chor. Die heutige Orgel mit 1104 Orgelpfeifen, 15 Registern, zwei Manualen und einem Pedal wurde 1984 von Heinz Wilbrand gebaut.